# Samuel van de Putte

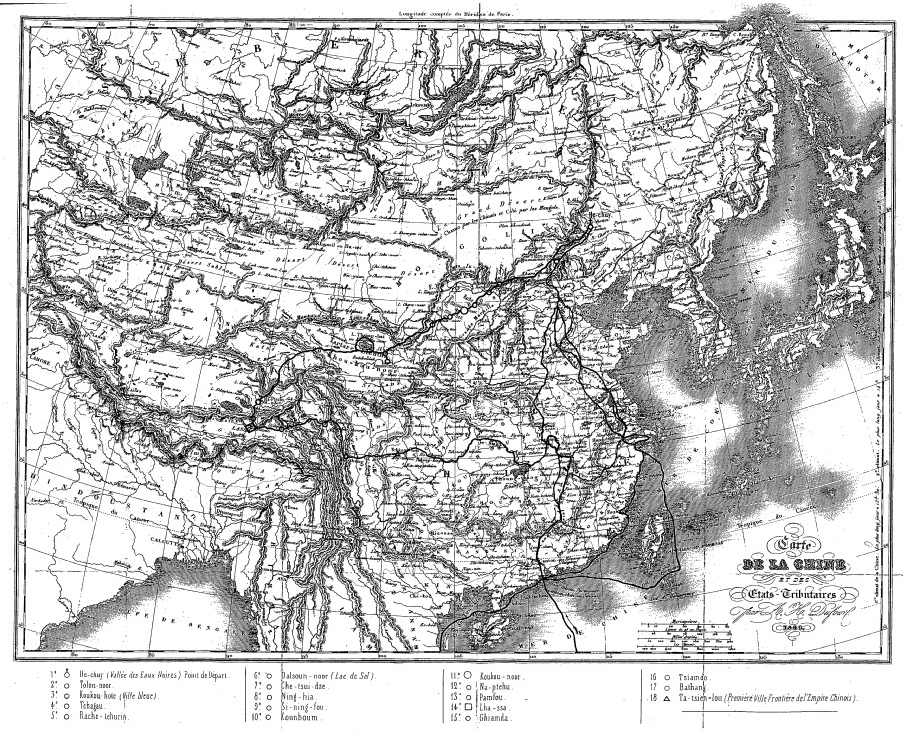
De bovenste (min of meer diagonale) lijn op de kaart is de route die Van de Putte op de heenweg van Lhasa naar Peking nam

Samuel van de Putte (Vlissingen, gedoopt 26 februari 1690 – Batavia, 26 augustus 1745) was een Nederlands ontdekkingsreiziger. Hij was de zoon van Carel van de Putte, een viceadmiraal van de Admiraliteit van Zeeland en Johanna Cornelia Samuels Biscop.

## Studie en reizen
Samuel van de Putte studeerde rechten in Leiden. In 1714 behaalde hij zijn bul en in 1715 werd hij schepen van Vlissingen. In 1718 vertrok hij uit Nederland naar Italië. Het voornemen was om een periode van ongeveer drie jaar te reizen en te studeren en daarna naar Nederland terug te keren. Hij studeerde medicijnen in Padua. Italiaans werd daar zijn tweede moedertaal. In 1721 is hij voor enkele maanden terug in Nederland. In dat jaar vertrok hij opnieuw in het gezelschap van Johan Aegidius van Egmond van der Nijenburg.
Hun eerste reisdoel was Constantinopel. Daarna ging de reis via de Griekse archipel naar Caïro en via de Sinaï naar Syrië. In Aleppo scheidde hun wegen. Samuel van de Putte trok verder en reisde met een karavaan naar Isfahan. In 1724 arriveerde hij in Cochin in de huidige Indiase deelstaat Kerala, dat sinds 1663 onder Nederlands bestuur stond.
Samuel van de Putte reisde veel door India en bezocht ook Patna, waar hij in augustus 1725 de jezuïet Ippolito Desideri ontmoette die al enkele jaren terug was van zijn vijfjarig verblijf in Tibet. Hij kopieerde tijdens die ontmoeting ongeveer twintig pagina's tekst van aantekeningen over Tibet van Desideri. Na een verblijf in 1726 in Ceylon reisde hij opnieuw door het Mogolrijk en besloot naar Tibet te gaan via de route over Nepal die hem door Ippolito Desideri was aangeraden. Het zou tot 1927 duren, voordat de oriëntalist Johan van Manen (1877-1943) de tweede Nederlander werd die Nepal bezocht.
In Lhasa verbleef Van de Putte bij de missie van de kapucijnen die inmiddels Tibet als missiegebied hadden toegewezen gekregen. Zijn verblijf in Lhasa is vermeld in een aantal brieven en reisbeschrijvingen van daar aanwezige kapucijnen. Cassiano da Macerata schreef dat bij hem de Nederlander het vermoeden opriep in geen enkele religie te geloven, maar dat hij wel een eerlijk mens was. Gioacchino da S. Anatolia beschreef een Nederlandse ketter, die in Patna ongeveer twintig pagina's over Tibet van Ippolito Desideri had gekopieerd en hier was gekomen om te controleren of die informatie wel juist was.
In 1731 vertrok hij uit Lhasa naar Peking via de route over Kokonor. Dat was ongeveer dezelfde route die Évariste Huc ruim 200 jaar later in de andere richting zou nemen. Na een verblijf in Peking was Van de Putte in 1736 weer terug in Lhasa. Tijdens die laatste reis was hij de eerste Europeaan die in Kham en het zuidoosten van Tibet aanwezig was.
Na een verblijf van nog een jaar in Lhasa vertrok hij naar India, via de lange en meer inspannende route over West-Tibet en Kashmir. Er was geen enkele Europeaan voor hem die de route vanaf India via Lhasa naar Peking ooit had gereisd. Tot in de 20e eeuw was er ook geen Europeaan die deze route heen en terug zou afleggen. De route die Van de Putte aflegde is bekend vanwege bewaard gebleven brieven die hij tijdens de reis schreef naar Francesco della Penna, hoofd van de missie van de kapucijnen in Lhasa.
Samuel van de Putte moet een zeer gedegen geografische kennis over Tibet opgebouwd hebben. Zijn perfecte beheersing van het Tibetaans stelde hem in staat gedetailleerde kennis te verwerven, die hij zorgvuldig verwerkte in dagboeken, aantekeningen en landkaarten.
In 1737 kwam hij weer aan in India waar hij ooggetuige was van de plundering van Delhi door Nadir Sjah Afshar. Hij verliet India in 1743 en vestigde zich in Batavia. Hij maakte nog één reis: naar Malakka, waar hij een expeditie ondernam naar de berg Ophir.
In 1745 overleed hij in Batavia. Hij werd 55 jaar oud.

## Nalatenschap

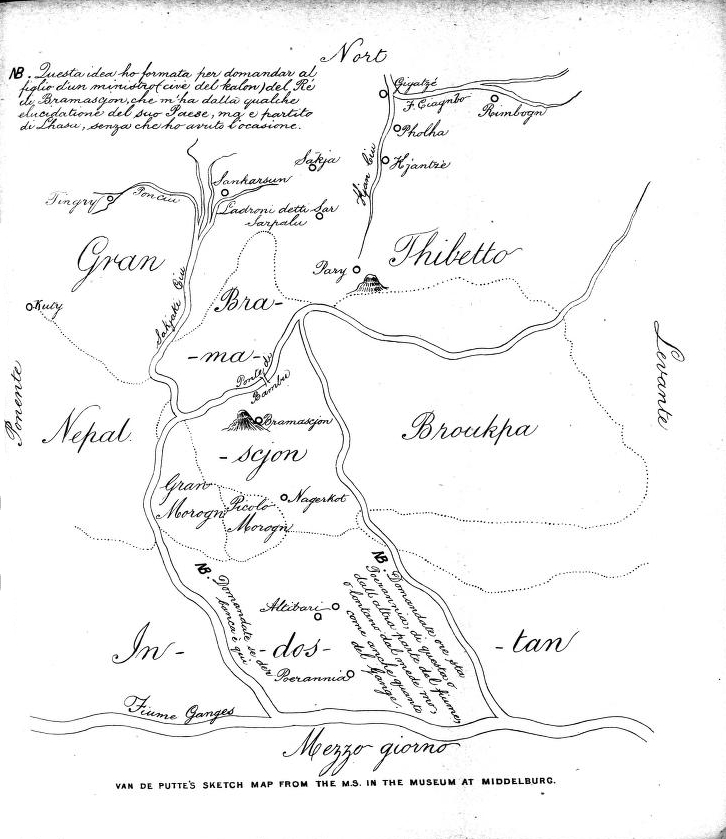
Kaart van de oostelijke Himalaya door Samuel van der Putte

Tijdens de laatste jaren van zijn leven moeten zijn opvattingen over wetenschappelijke standaard en kwaliteit tot een obsessie zijn uitgegroeid. Hij kwam tot de conclusie dat zijn werk niet de moeite waard was gepubliceerd te worden.  Uiteindelijk bepaalde hij in zijn testament dat al zijn aantekeningen en documenten na zijn dood vernietigd moesten worden.
omme hier mede te praevenieren, alle gelegentheyt en aanleyding tot frauduleuse geschriften, die in later tyd op zijn name konden uytkomen— P.W. Lammens
Aan deze wens werd voor het grootste deel voldaan. Een aantal documenten, waaronder aantekeningen, schetskaarten, brieffragmenten en landkaarten, bleef echter om onverklaarbare redenen gespaard. Ze werden door de Raad van Justitie in Batavia, P.W. Lammens, samen met een deel van zijn verzameling naturalia, aan zijn erfgenamen in Zeeland gezonden. Uiteindelijk schonk de Vlissingse pensionaris Nicolaas Cornelis Lambrechtsen namens zijn schoonzus Constantia Suzanna van Boesschot, nicht van Van de Putte, het grootste deel van de documenten en naturalia in 1793 en 1803 aan het Zeeuwsch Genootschap der Wetenschappen. De resterende documenten zijn thans opgenomen in de handschriftenverzameling van de Zeeuwse Bibliotheek en werden in 1989 integraal gepubliceerd.
Twee niet gedateerde landkaarten bleven echter niet behouden. De eerste kaart betrof Tibet en Nepal waarop plaatsnamen in het Tibetaans werden aangegeven met wat verklarende aantekeningen in het Italiaans. Deze kaart is om onbekende redenen verloren gegaan.
De tweede kaart geeft een aantal gebieden in de oostelijke Himalaya aan. Op deze kaart (zie afbeelding) verschijnt voor het eerst Bhutan onder de naam Broekpa. Sikkim wordt weergegeven onder de naam Bramascjon. Op deze kaart staan ook tien plaatsen in Tibet vermeld, waaronder Phari dat Van de Putte correct aan de grens met Bhutan plaatste. Deze kaart had het Zeeuws Genootschap afgescheiden van de rest van de verzameling en ondergebracht in het Rijksarchief in Zeeland, waar deze in 1916 werd opgenomen in de 'Verzameling van kaarten', maar als zodanig in 1940 door oorlogshandelingen verloren ging. Het is dankzij de publicaties in 1876 van Clements Markham over de missies van George Bogle en Thomas Manning naar Tibet, alsmede die uit 1884 van Pieter Johannes Veth (1814-1895), hoogleraar Land- en Volkenkunde van Nederlands-Indië, dat de kennis over deze tweede kaart bewaard is gebleven.
Het boek Tibetaanse perziken uit 2003 van de Nederlandse schrijfster Carolijn Visser handelt deels over de reis die Van de Putte maakte door India en Tibet.